# Bonarcado
Bonarcado là một đô thị ở tỉnh Oristano trong vùng Sardinia, có khoảng cách khoảng 110 km về phía tây bắc của Cagliari và cách khoảng 25 km về phía bắc của Oristano. Tại thời điểm ngày 31 tháng 12 năm 2004, đô thị này có dân số 1.661 người và diện tích là 28,6 km².
Bonarcado giáp các đô thị: Bauladu, Milis, Paulilatino, Santu Lussurgiu, Seneghe.